# Iwan Kossak
Iwan Kossak ukr. Іван Коссак (ur. 11 września 1876 w Drohobyczu, zm. 15 stycznia 1927 w Charkowie) – ukraiński nauczyiel, działacz społeczny.
Pocodził z rodziny Kossaków herbu Kos. Brat Hryhorija Kossaka. Nauczyciel w seminarium nauczycielskim. W 1914 wstąpił do Legionu Ukraińskich Strzelców Siczowych, z którym brał udział w stopniu kapitana w walkach w Karpatach.
W marcu 1918 w Włodzimierzu Wołyńskim był adiutantem płk Slavka Kvaternika, dowódcy austriackiej misji wojskowej, zajmująсej się formowaniem i szkoleniem dywizji Syrożupanników.
W czasie wojny polsko-ukraińskiej był wojskowym komendantem Żółkwi. W 1925 wyjechał do ZSRR, gdzie zmarł nagle w mieszkaniu Mychajła Hruszewskiego.